# Суперклетка
Суперклетките са вид гръмотевични бури, характеризиращи се с наличието на мезоциклон – мощно и постоянно въртящо се насочено нагоре въздушно течение. Сравнени с другите три вида гръмотевични бури – шквалови линии, многоклетъчни и едноклетъчни бури, суперклетките са най-редки, но имат най-голям потенциал да се превърнат в разрушителни бури. Те обикновено са самостоятелни и могат да доминират местните метеорологични условия в радиус до 32 km, като нерядко в тях се образуват и торнада (в около 30% от случаите).